# Trần Xuân Hùng
Trần Xuân Hùng (sinh ngày 25 tháng 12 năm 1959) là đại biểu Quốc hội Việt Nam khóa 13, khóa 14, thuộc đoàn đại biểu Hà Nam.

## Tiểu sử
Quê quán: Xã Thanh Tân, huyên ̣Thanh Liêm, tı̉nh Hà Nam
Hiện cư trú: Tổ 8, phường Minh Khai, thành phố Phủ Lý, tı̉nh Hà Nam

## Giáo dục
- Phổ thông: 10/10
- Đại học Luật Hà Nội
- Cử nhân lí luận chính trị

## Sự nghiệp
Kết nạp ĐCS: 27/8/1992
2016: Phó Trưởng đoàn Đại biểu Quốc hội khóa XIII tỉnh Hà Nam.
Làm việc ở: Văn phòng Đoàn Đại biểu Quốc hội và Hội đồng nhân dân tỉnh Hà Nam.